# Gelong
Gelong is een bestuurslaag in het regentschap Flores Timur van de provincie Oost-Nusa Tenggara, Indonesië. Gelong telt 409 inwoners (volkstelling 2010).